# جافا ون
جافا ون (بالإنجليزية: JavaOne)‏ هو مؤتمر سنوي (منذ 1996) بدأته شركة صن مايكروسيستمز لمناقشة لغة البرمجة جافا وتكنلوجياتها وخاصة بين مطوريها. يقام جافا ون سنويا بين شهر أبريل ويونيو في مركز ماسكون بمدينة سان فرانسيسكو بولاية كاليفورنيا وعادة يبدأ بيوم أحد وينتهي بيوم جمعة، وتقام فيه جلسات تقنية وفنية في مواضيع مختلفة. في المساء تقعد جلسات خاصة في مركز ماسكون والفنادق المحيطة باسم Birds of a Feather أو BOF، وهي جلسات متخصصة تركز على جانب معين من تقنية الجافا.
الدخول وحضور المحاضرات وجلسات BOF لهذا الحدث يتطلب بطاقة حضور للمؤتمر تكلف ما بين $1795 و$1995 دولار أمريكي.
في عام 1999، استضاف مؤتمر جافا ون حدث باسم هاكاثون، كان تحدي بدأه جون جيج للحضور ليكتبوا برنامج بلغة جافا لجهاز بالم في الجديد باستخدام منفذ الأشعة تحت الحمراء للاتصال بأجهزة البالم الآخرى وتسجيل معلومات مستخدميها على الإنترنت.
خلال مؤتمر عام 2008، أصيب 67 عضو وثلاثة حضور بـتفشي عدوى فايروس نورو.

## مجتمع ون
في عام 2007، بدأ حدث جديد ضمن المؤتمر باسم مجتمع ون موجه خصيصا لمجتمع المصادر المفتوحة ومطوريها. وأقيم في عام 2008 الحدث الثاني لمجتمع ون في الخامس من مايو في مركز ماسكون ‏.

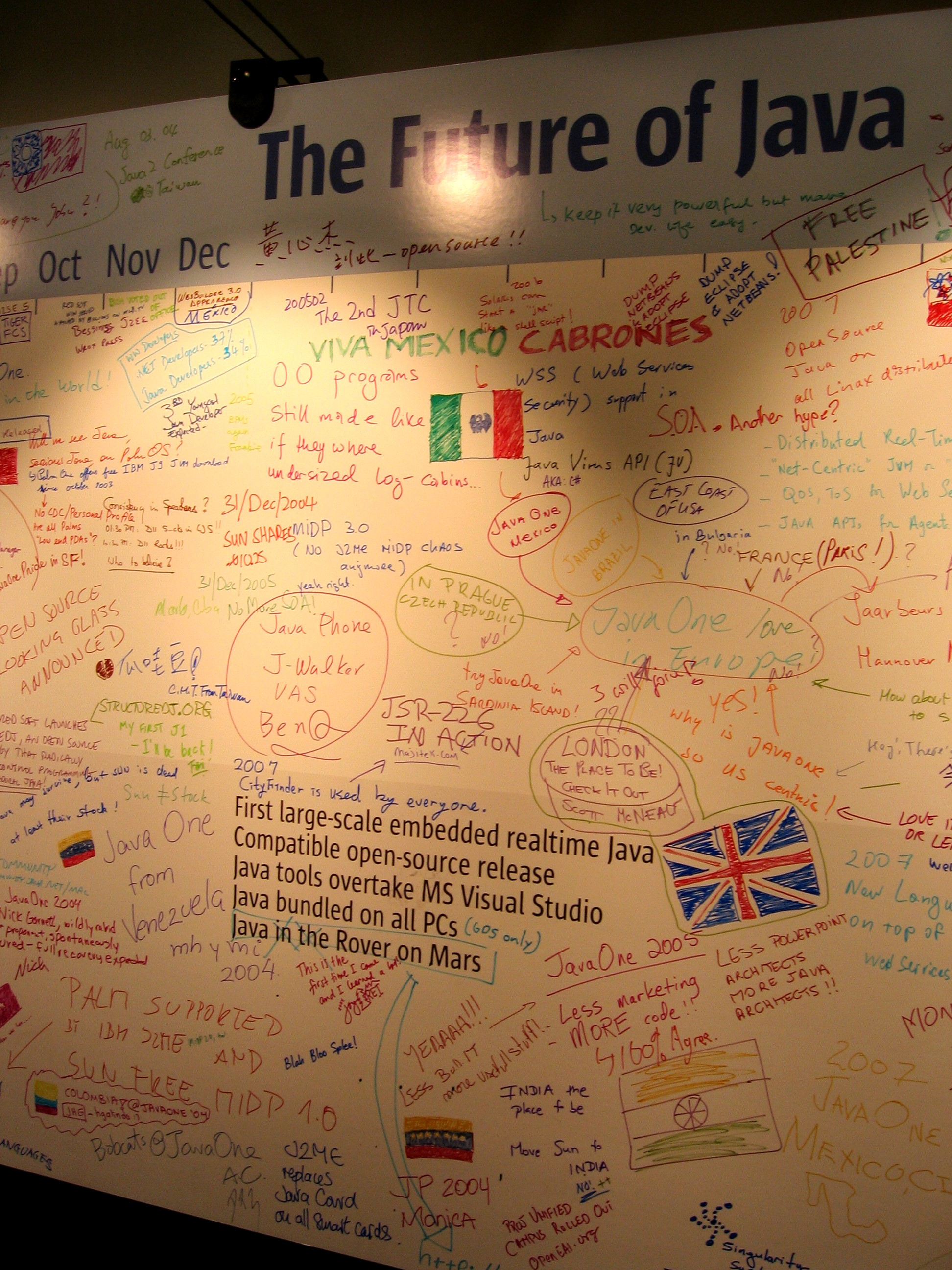
مشاركة الحضور في جافا ون 2004 بنظرتهم المستقبلية عن جافا وتكنلوجياتها.

## جهاز العرض
يركز المؤتمر في كل سنة على أحد الأجهزة التي يوفرها للحضور قبل عرضها في السوق للعامة أو بأسعار رخيصة. الأجهزة التي تم عرضها في المؤتمر خلال السنوات هي كالتالي:
- 1998: Java ring
- 1999: Palm V[2]
- 2000
- 2001
- 2002: Sharp Zaurus[3]
- 2003
- 2004: Homepod, a wireless MP3 device from Gloolabs[4]
- 2005
- 2006: SavaJe Jasper S20 phone
- 2007: RS Media programmable robot
- 2008: Sentilla Perk Kit, Pulse Smartpen, Sony Ericsson K850i

## وصلات خارجية
- موقع جافاون الرسمي.
- موقع مجتمع ون.
- مركز موسكون.